# Partille kommun
57°44′N 12°6′Ø / 57.733°N 12.100°Ø
Partille kommune ligger i det svenske län Västra Götaland, i landskapet Västergötland. Kommunens administrationscenter ligger i byen Partille. Kommunen ligger øst for Göteborg, og er en del af storbyregionen Storgöteborg.

## Byer
Partille kommune har fire byer.
Indbyggertal er pr. 31. december 2005.
| #  | By       | Indbyggere |
| -- | -------- | ---------- |
| 1. | Partille | 28.648     |
| 2. | Öjersjö  | 2.739      |
| 3. | Jonsered | 928        |
| 4. | Kåhög    | 825        |